# Cosquín Rock
El Cosquín Rock es un festival de música que se lleva a cabo anualmente, desde 2001, en la Provincia de Córdoba (Argentina), con una duración promedio de 2 a 3 días. Se realiza actualmente en el aeródromo de Santa María de Punilla, pequeña localidad distante 50 km hacia el noroeste de la ciudad de Córdoba, sobre la RN 38, y a escasos 3 km al sur de la ciudad de Cosquín dónde se realizaba originalmente el festival.
A este festival acuden artistas y grupos de música argentinos, así como músicos de otros países (especialmente hispanoparlantes) como Uruguay, España, Estados Unidos y muchos más. Actualmente, es uno de los festivales de música más conocidos de la Argentina llegando a contar con la asistencia de más de 120.000 personas en 2015 y, en la edición histórica de 2023, 200.000 asistentes entre sus dos días. Su fundador y director es el abogado José Palazzo.
El festival también tiene ediciones internacionales en Estados Unidos, México, Uruguay, Paraguay, Bolivia, Colombia, Perú y España, con importante participación de artistas del rock argentino.

## Historia

### Primeras ediciones: Plaza Próspero Molina (2001-2004)
El festival se inició en 2001 llevando el nombre de "Cosquín Rock" en clara alusión a la ciudad de Cosquín (Córdoba), localización en la que se realizó la primera edición del festival y cuna del histórico Festival Nacional de Folklore producido por Julio Mahárbiz. Surgió como una propuesta de Mahárbiz al productor José Palazzo, quien le cedió a este y a su socio Héctor “Perro” Emaides (histórico productor de espectáculos) las autorizaciones correspondientes para llevar a cabo un festival de dos días de duración en la Plaza Próspero Molina, cuyo resultado fue la venta anticipada de poco más de 3000 entradas que terminó dando pie (horas antes del evento) a la asistencia de aproximadamente 12.000 personas que se hicieron presentes para ver a bandas como Divididos, Los Piojos, Las Pelotas y Bersuit Vergarabat (entre otros).
Para la segunda edición, en 2002, el festival extendió su duración a tres días (aspecto que se volvería habitual en la mayoría de sus ediciones) al expandir su grilla con la presentación de aproximadamente treinta artistas. El número de asistentes aumentó notablemente, a tal punto de que grupos de personas sin entradas generaron incidentes en las inmediaciones del predio. Ante este evento y en vistas de una posible suspensión del festival, la producción decidió transmitir en vivo el evento en varios sectores de la ciudad para que disfrutaran de las presentaciones que se desarrollaban en la plaza Próspero Molina (con las incorporaciones de artistas de la talla de Charly García y Pappo).
La tercera edición del festival, llevada a cabo en 2003, marcó un récord de convocatoria al desarrollarse en cuatro días consecutivos (con un promedio de 15 000 asistentes por noche) que disfrutaron de más de una treintena de bandas, con artistas ya conocidos del escenario Atahualpa Yupanqui por ediciones anteriores además de nuevas incorporaciones como Fito Páez, Almafuerte, Intoxicados y más. La siguiente edición, en 2004, superó el récord del año anterior ya que, por primera vez, hubo entradas agotadas (con un pico de convocatoria de 85.000 asistentes, de los cuales 24 000 se hicieron presentes en el evento la segunda noche del festival). Artistas como Luis Alberto Spinetta y León Gieco se sumaron como números principales a la grilla de cuatro días que contó con su primera presentación de un grupo internacional de la mano de los mexicanos Molotov. Debido a algunos inconvenientes con los vecinos de Cosquín (sumado esto a los incidentes que generó una presentación trunca de Charly García durante esta edición) esta sería la última vez que Cosquín Rock se llevaría a cabo en la plaza Próspero Molina.

### Consolidación del festival: Comuna de San Roque (2005-2010)
Posteriormente, en 2005, a los problemas respecto a la excesiva convocatoria se suman otros de índole económica: la comuna coscoína decidió retirarle el apoyo a Palazzo y, mediante trasladárselo a un festival que se llamaría Siempre Rock en la plaza Próspero Molina resultando beneficiario el empresario porteño J.Guinzburg quien debutó fugazmente en el negocio del rock con un resultado desfavorable. También existían diferencias entre Perro Records y el intendente Marcelo Villanueva.
Por estos motivos, en su quinta edición Cosquín Rock se trasladó a la Comuna de San Roque. Para esta nueva edición el festival amplió aún más su duración, extendiéndose a cinco días consecutivos e incorporando (además del principal) dos escenarios alternativos: uno de bandas emergentes (el escenario Topline) y otro temático por día (con bandas de reggae, heavy metal, blues y punk, respectivamente), inaugurando con este último un aspecto característico del evento. Charly García fue el protagonista de la primera noche del festival ofreciendo una presentación gratuita (a pesar de varios inconvenientes que pusieron en riesgo su actuación), mientras que Marky Ramone and the Intruders, El Tri y Sepultura fueron las incorporaciones internacionales a la ya conocida grilla de años anteriores. La edición de 2006 (liberada de la competencia Siempre Rock que no produjo más ediciones) se desarrolló de manera similar al del año anterior, con la excepción de que se llevó a cabo los últimos días de enero. En este año se sumó a los tres ya presentes un nuevo escenario en el predio y se presentó (gratis y por primera vez) el ex-Patricio Rey y sus Redonditos de Ricota, Skay Beilinson, como único número en el escenario principal de la primera jornada del festival. Pese a una merma importante del público y las pérdidas económicas que esta y la anterior edición dejaron para la producción, el festival contó en esta ocasión con más de un centenar de bandas y más de 100.000 espectadores.
La séptima edición de Cosquín Rock, de 2007, acortó su duración a tres días (costumbre que mantendría durante la mayoría de las ediciones posteriores) y volvió a realizarse en el primer tramo del mes de febrero. Contó con solamente tres escenarios (el principal, los temáticos por día de heavy metal, reggea y rock and roll y uno alternativo auspiciado por la Agencia de Turismo de Córdoba) y más de 70 000 asistentes, de los cuales 35 000 se hicieron presentes en la última jornada de dicha edición, que tuvo como atractivo principal a Callejeros (presentación que no estuvo exenta de polémicas debido a que se presentaban por primera vez en el festival luego de la tragedia de Cromañón, lo que generó no solamente exhaustivos operativos de seguridad en el evento sino también la ausencia de artistas históricos en las ediciones anteriores de Cosquín Rock). La edición de 2008 transcurrió con las mismas características de la del año anterior (aunque con unas fuertes lluvias que truncaron la segunda jornada), contando con una asistencia de aproximadamente 60 000 espectadores y con Suicidal Tendencies como la principal atracción internacional del festival. En 2009 Cosquín Rock logró reunir a 60 000 espectadores que fueron testigos de acontecimientos históricos dentro del festival, como la presencia de la legendaria banda inglesa Deep Purple, la primera edición sin la asistencia del "Bocha" Sokol (presente con Las Pelotas en todas las ediciones) y la última participación de bandas pilares de la historia del festival como fueron Los Piojos e Intoxicados. Por otro lado, a las tres jornadas clásicas se sumó una en días posteriores con Manu Chao como protagonista convocando a más de 15 000 personas. Cosquín Rock festejó en 2010 su décimo aniversario y contó con números internacionales de la talla de Die Toten Hosen y Emir Kusturica and the No Smoking Orchestra, mientras que regresaron a su escenario principal como platos fuertes Skay Beilinson y el recientemente recuperado Charly García, además de la incorporación a la grilla de Viejas Locas (que contó en la primera jornada con un escenario propio en el marco de su gira de regreso y con una improvisada presentación en la segunda fecha del festival debido a la ausencia de Callejeros como consecuencia del femicidio de Wanda Taddei por parte del baterista de la banda).

### Consagración y masividad: Santa María de Punilla (2011-2017)
A partir de 2011, y debido a un problema judicial con un vecino de la comuna, el festival se muda al aeródromo de Santa María de Punilla, predio que sigue siendo el lugar elegido para el evento hasta la actualidad. En esta decimoprimera edición, los hangares del aeródromo se incorporaron como nuevos escenarios a los tres ya clásicos del festival. CJ Ramone en el escenario temático punk y Calle 13 en el escenario principal fueron los principales números internacionales, mientras que la segunda jornada reunió a pesos pesados como Charly García, Skay Beilinson y Luis Alberto Spinetta (en su única participación en el festival) en el mismo escenario frente a 35 000 de los 60 000 espectadores que asistieron a los tres días que duró el evento.

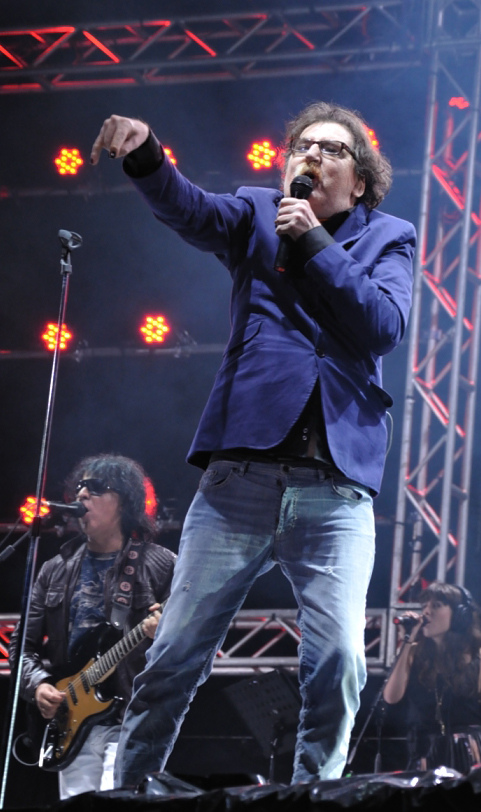
Charly García cantando en el Cosquín Rock 2011; es uno de los artistas más convocados en las ediciones del festival junto a Las Pelotas

La edición de 2012, además de estar signada por los homenajes a Luis Alberto Spinetta (quien había fallecido apenas tres días antes del evento), fue la primera que marcó un récord en convocatoria: más de 100.000 espectadores asistieron a los tres días festival. Además de una nueva actuación de Calle 13, las principales atracciones internacionales de esta edición fueron la de los estadounidenses Anthrax y la de los españoles Marea. A partir de este año, por otro lado, durante el evento se comenzaron a realizar diferentes actividades extra-musicales dentro del predio para aprovechar sus dimensiones, como fueron la carpa donde se desarrolló la Bizarren Miusik Party, la exhibición de películas en los hangares y las exposiciones artísticas en distintos espacios del lugar y la incorporación de distintas propuestas gastronómicas (incorporaciones que se sostendrían y renovarían en posteriores ediciones del festival). En la edición siguiente, llevada a cabo en el 2013, a los tres escenarios y a la carpa temática en el predio se sumó además el espectáculo de Fuerzabruta, con varias funciones en cada jornada. Del mismo modo, otras atracciones se agregaron al evento, tales como exposiciones artísticas, una tirolesa y una vuelta al mundo. En esta oportunidad, el festival superó la convocatoria del año anterior, con una asistencia aproximada de 110 000 asistentes. 2014 fue el año en el que Cosquín Rock trasladó su habitual fecha a los tres primeros días de marzo (en coincidencia con los festejos por el fin de semana largo de Carnaval). Se sumaron a los tres escenarios principales y a la carpa temática un espacio denominado Domo Naranja, en el que se proyectaron documentales, hubo exposiciones fotográficas, presentaciones humorísticas y fiestas electrónicas. No solo se volvieron a realizar presentaciones de Fuerzabruta, sino que las atracciones de años anteriores incluyeron como novedad la incorporación de rampas de patinaje. Si bien esta edición no contó con números internacionales y no modificó considerablemente la participación de artistas de años anteriores, la convocatoria superó a la de su año predecesor con un estimado de 120 000 espectadores (lo que marcó su mayor pico de convocatoria hasta la actualidad).
La decimoquinta edición, realizada a mediados de febrero de 2015, se vio entorpecida por las fuertes lluvias y posteriores inundaciones que azotaron al Valle de Punilla durante el fin de semana en que se debía realizar el evento. De esta manera, mientras la primera jornada se llevó a cabo con normalidad, las dos siguientes fueron suspendidas y retrasadas un día, con la grilla reprogramada y varios artistas que no pudieron participar del festival por tal motivo. No obstante, unas 90 000 personas asistieron al evento a pesar de las inclemencias climáticas. Entre los shows más concurridos de esta edición se destacó el de Andrés Calamaro, quien se presentaba por primera vez en el escenario de Cosquín Rock), y el de los mexicanos Molotov (quienes registraron esa presentación para un futuro álbum en vivo). Unas 100.000 personas asistieron a la edición de 2016 del festival, en la que los escenarios principales gozaron de gran convocatoria con la participación de artistas como Bersuit Vergarabat (que volvía al festival luego de doce años) y No te va gustar (quienes dieron cierre a la última jornada de Cosquín Rock de dicho año). Por otro lado, los escenarios alternativos tomaron más protagonismo ofreciendo actividades no solo actividades musicales sino también teatrales y literarias, además de contar con la presencia de Catupecu Machu en las tres jornadas del festival presentando su espectáculo Madera Microchip convirtiéndose en la primera banda en tocar en todas las jornadas de una edición del festival.
El año 2017 significó para Cosquín Rock la realización del festival con mayor cantidad de artistas de su historia: aproximadamente 200 presentaciones se llevaron a cabo en los tres días del evento, que se repartieron no solo entre los tres escenarios habituales (principal, temático y hangares) y las carpas temáticas, sino también en escenarios alternativos como el de la productora Geiser, el Quilmes garaje y la denominada Casita del Blues. Este último espacio contó con la presencia de varios artistas internacionales, aunque también escenario principal dio lugar a otros como Rich Robinson y Carl Palmer. Por otro lado, esta edición tuvo como una de las principales atracciones un escenario temático celebrando los 50 años del rock argentino (con la participación de Javier Martínez, Alejandro Medina, Ricardo Soulé, Willy Quiroga, Celeste Carballo, David Lebón, Los Twist, entre otros) y la participación por primera vez de Los Fabulosos Cadillacs, quienes dieron cierre a la segunda jornada del festival. Días antes se llevó a cabo la primera edición de Cosquín Rock fuera de Argentina. El parque Trasloma en Guadalajara (México) fue anfitrión de la primera edición de Cosquín Rock México, celebrada el 18 de febrero con bandas argentinas invitadas que compartieron grilla con bandas mexicanas como Caifanes, Café Tacvba y Panteón Rococó, entre otras. Así mismo, bajo la misma premisa de ofrecer una grilla con artistas locales y extranjeros (principalmente argentinos), en octubre del mismo año se llevaron a cabo los festivales Cosquín Rock Perú en la ciudad de Lima (Perú) y Cosquín Rock Colombia en Bogotá, mientras que en noviembre se produjo la primera edición del Cosquín Rock Bolivia en la ciudad de Santa Cruz de la Sierra.

### Actualidad: expansión del festival (2018-presente)
En 2018, por primera vez desde su primera edición, el festival acortó su duración a solamente dos días (un aspecto que el evento sostiene desde entonces a la fecha). Desarrollado los primeros días de febrero, este año se suprimieron los escenarios del hangar aunque los seis escenarios restantes se mantuvieron y se sumó a uno de ellos un montaje exclusivo para el desarrollo de diferentes deportes extremos. Como figuras internacionales participaron los norteamericanos Creedence Clearwater Revisited y The Offspring. Por otro lado, el festival continuó expandiéndose internacionalmente: México tuvo su segunda edición de Cosquín Rock México en julio, en octubre se desarrolló en Santiago de Chile la primera edición de Cosquín Rock Chile y en Canelones (Uruguay) la primera edición de Cosquín Rock Uruguay, y en noviembre no solo Bogotá fue sede de Cosquín Rock Colombia por segundo año consecutivo sino que se desarrolló la primera edición de Cosquín Rock Paraguay en la ciudad de Asunción.
La edición de Cosquín Rock de 2019 mantuvo la misma cantidad de escenarios que el año anterior pero el denominado temático se convirtió en un escenario principal más (introduciendo solamente escenarios temáticos de heavy metal en los hangares y renombrando el antiguo escenario temático como "Escenario Sur"). Por otra parte, los españoles Ska-P se presentaron como el principal atractivo internacional, mientras que la música electrónica tomó lugar en el festival con la presencia de artistas como el inglés Nick Warren. La merma de público que había sufrido el festival en los años previos se vio disminuida con esta edición, que convocó alrededor de 110 000 espectadores. A su vez, el festival se amplió aún más no sólo con una tercera edición realizada en México en junio del corriente año, sino también con la realización del primer Cosquín Rock USA (realizado en Queens, New York) que tuvo cita en julio, una segunda edición de Cosquín Rock Paraguay en septiembre y una nueva edición de Cosquín Rock Uruguay en octubre (además de las truncas primeras ediciones de Cosquín Rock España en abril, a realizarse en el municipio valenciano de Benicàssim, y Cosquín Rock Costa Rica en noviembre, planeada para llevarse a cabo en el distrito alajuelense de La Guácima).
La edición de 2020 significó la asistencia de 120.000 personas al festival en el que bandas como Divididos (que volvió al evento luego de 15 años de ausencia), Skay Beilinson, Ciro & Los Persas y Ratones Paranoicos (entre otros) fueron las figuras centrales ante la ausencia de Charly García (compensada con un recital en homenaje al músico en el que participaron diferentes artistas). En esta vigésima edición, Cosquín Rock se amplió a otros géneros como el pop, el rap y el trap, con la inclusión de artistas como Wos, Duki, Cazzu, Ca7riel & Paco Amoroso y Nathy Peluso (nucleados tanto en el Escenario Sur como en el Escenario Urbano de la primera jornada). En agosto del mismo año se realizó la primera versión en streaming del festival, en reemplazo de la edición especial a realizarse en Buenos Aires que se tenía planeada para los festejos por el vigésimo aniversario de Cosquín Rock (y que no se pudo llevar a cabo debido a las restricciones que impuso a nivel nacional la pandemia de COVID-19).
Con un total de nueve escenarios y más de 150 bandas en escena, la edición 2022 del festival significó el regreso del evento tras un año de ausencia. En consonancia con la edición 2020, 2022 tampoco trajo aparejada la participación de números internacionales (a excepción de la mexicana Julieta Venegas) pero sí contó con artistas clásicos del festival como Skay Beilinson o Ciro y Los Persas y otros cuya participación a lo largo de la historia del festival ha sido más escasa como Divididos o Fito Páez.
La edición de 2023, además de sumar un nuevo escenario (nombrado como Escenario de montaña), amplió aún más la presencia de artistas relacionados con la música urbana, a la vez que incluyó como números estelares internacionales al DJ neerlandés Tiësto, a la mexicana Lila Downs, al rapero español Rels B y a la norteamericana LP; mientras que formaron parte del festival algunos clásicos como Skay Beilinson, Fito Páez, Divididos, No Te Va Gustar y Ciro y Los Persas, entre otros. La fecha elegida para la realización del evento coincidió, como años anteriores, con el feriado de carnaval y convocó a unas 200.000. Por primera vez se realizó, a través del Instituto de Cultura Contemporánea y el Ministerio de Cultura de la Nación, un estudio de triple impacto que arrojó, además de datos medioambientales y sociales, que su impacto económico fue de $ 9000.000.000, unos 22,5 millones de dólares.
Para su edición de 2024, el festival consolidó la inclusión de géneros urbanos, música electrónica, cumbia villera y pop, contando con headliners como Damas Gratis, Lali, Snow Tha Product, Steve Aoki o Claptone. Esta edición contó con la adición del Escenario Paraguay, que funcionó como un escenario temático para ambas jornadas (contando en la primera con grupos de cumbia como Ke Personajes o La Delio Valdez y en la segunda con artistas de ska y reggae como el italiano Alborosie y el jamaiquino Don Carlos). Participaron también artistas ya clásicos del evento para esta edición, como Skay Beillinson, Ciro y Los Persas, Molotov, Babasónicos, Divididos o Caras Extrañas (nueva banda del exlíder de La 25), mientras que como principal artista internacional del evento estuvo presente Slash con su proyecto solista. A pesar de presentar una propuesta musicalmente más amplia, esta entrega del evento significó una merma importante en la convocatoria del festival, puesto que tuvo la mitad de asistentes que en 2023 (unas 100.000 personas entre ambas jornadas).
En 2025 el festival cumplirá un cuarto de siglo y contará con la misma propuesta que viene manteniendo en sus últimas ediciones, incluyendo entre sus headliners a DJs como Deadmau5, Popof, Space 92 o Mariano Mellino, y a artistas de la música urbana como Nicki Nicole, Ca7riel & Paco Amoroso o Luck Ra. Esta edición, además de contar con artistas de rock ya consagrados del festival, presentará como número principal del evento el regreso de Los Piojos al festival (en lo que será una de las primeras presentaciones de la banda luego de su reunión, que tendrá lugar fines de 2024).

## Realización
La realización del evento no solo significa la contratación de numerosos grupos musicales, sino también la organización y logística de una gran cantidad de personas y trabajos previos que se inician un año antes.
En el predio hay áreas de descanso, puestos de comidas, primeros auxilios, sanitarios, venta de ropa, puestos de tatuajes, souvenires y hasta peluquerías. Los servicios de seguridad también deben trabajar activamente para prevenir problemas derivados del consumo excesivo de alcohol y demás estupefacientes.
Los servicios de emergencia elevan su condición al 'alerta naranja' y las rutas literalmente, colapsan por la inmensa cantidad de vehículos que arriban al lugar provenientes de todos los puntos cardinales del país y hasta de países vecinos. Además, existen un sinnúmero de eventos simultáneos.
Desde hace unos años el festival tiene sus versiones internacionales en diferentes puntos del planeta: Uruguay, Paraguay, Chile, Bolivia, México, España, entre otros países.

## Publicidad
En 2009, el productor, creador y organizador del evento, José Palazzo, junto con la colaboración del periodista Víctor Pintos, publicaron un libro de 320 páginas con la historia, anécdotas y fotografías de las ediciones pasadas del Cosquín Rock.

## Artistas invitados
A continuación se pueden observar solamente algunos de los números más importantes presentados año a año en el festival:
| Año  | Recinto                | Principales artistas invitados |
| ---- | ---------------------- | --- |
| 2001 | Plaza Próspero Molina  | Los Piojos, Divididos, Las Pelotas, Bersuit Vergarabat, entre otros. |
| 2002 | Plaza Próspero Molina  | Los Piojos, Divididos, Charly García, Attaque 77, Catupecu Machu, entre otros. |
| 2003 | Plaza Próspero Molina  | Las Pelotas, Divididos, Attaque 77, Charly García, Los Piojos, Fito Páez, entre otros. |
| 2004 | Plaza Próspero Molina  | Bersuit Vergarabat, Callejeros, Las Pelotas, Charly García, Los Piojos, Árbol, Fito Páez, Pappo, Luis Alberto Spinetta, Catupecu Machu, Babasónicos, entre otros. |
| 2005 | Comuna San Roque       | Charly García, Sepultura, Riff, León Gieco, Divididos, El Otro Yo, Carajo, Horcas, Babasónicos, Vicentico, Rata Blanca, Café Tacvba, entre otros. |
| 2006 | Comuna San Roque       | Skay Beilinson, La 25, Kapanga, Babasónicos, Catupecu Machu, Attaque 77, Rata Blanca, Las Pelotas, Ratones Paranoicos, La Vela Puerca, Almafuerte, Brujería, entre otros. |
| 2007 | Comuna San Roque       | Los Cafres, Las Pelotas, Babasónicos, Callejeros, Kapanga, Ratos de Porão, Almafuerte, Resistencia Suburbana, Los Gardelitos, entre otros. |
| 2008 | Comuna San Roque       | Suicidal Tendencies, Intoxicados, Los Piojos, León Gieco, Pier, Dos Minutos, Almafuerte, Horcas, O'Connor, Guachupé, Tren Loco, Nonpalidece, entre otros. |
| 2009 | Comuna San Roque       | Deep Purple, Intoxicados, Almafuerte, Los Piojos, Cielo Razzo, Misfits, entre otros. |
| 2010 | Comuna San Roque       | Charly García, Die Toten Hosen, Emir Kusturica, Viejas Locas, El Cuarteto de Nos, Skay Bellison, Attaque 77, Massacre, entre otros. |
| 2011 | Santa María de Punilla | Las Pelotas, Charly García, CJ Ramone, Almafuerte, Kapanga, Skay Beilinson, Calle 13, Ciro y los Persas y No Te Va Gustar, entre otros. |
| 2012 | Santa María de Punilla | Charly García, Ciro y Los Persas, Rata Blanca, Casi Justicia Social, Malón, Anthrax, La Vela Puerca, Las Pastillas del Abuelo, Illya Kuryaki and the Valderramas, Calle 13, Skay Beilinson, Kapanga, Viejas Locas, Utopians, entre otros. |
| 2013 | Santa María de Punilla | Charly García, Las Pelotas, Ciro y Los Persas, La Vela Puerca, Las Pastillas del Abuelo, Catupecu Machu, Almafuerte, Exodus, El Bordo, Illya Kuryaki and the Valderramas, Kapanga, Viejas Locas, Pedro Aznar, David Lebón, Molotov, Babasonicos, Eruca Sativa, La Que Faltaba, entre otros. |
| 2014 | Santa María de Punilla | Charly García, Las Pelotas, Ciro y Los Persas, Skay Beilinson, Las Pastillas del Abuelo, Babasonicos, Viejas Locas, Illya Kuryaki and the Valderramas, Calle 13, La Vela Puerca, León Gieco, Catupecu Machu, Carajo, Eruca Sativa, Guasones, Ivan Noble, Los Gardelitos, Salta La Banca, El Bordo, La 25, Dread Mar-I, Almafuerte, Horcas, La Beriso, Vorax, Coalission, RonDamon, Cirse, La Que Faltaba, De La Gran Piñata, entre otros.                            |
| 2015 | Santa María de Punilla | Andrés Calamaro, Las Pelotas, Ciro y Los Persas, Skay Beilinson, Las Pastillas del Abuelo, Babasonicos, Auténticos Decadentes, Illya Kuryaki and the Valderramas, Molotov, Kapanga, Guasones, Catupecu Machu, Pez, Eruca Sativa, Don Osvaldo, Los Gardelitos, Salta La Banca, El Bordo, Viticus, Los Pericos, Almafuerte, Jóvenes Pordioseros, Horcas, La Beriso, El Kuelgue, Utopians, entre otros.                                                                 |
| 2016 | Santa María de Punilla | Las Pelotas, The Wailers, Bersuit Vergarabat, Don Osvaldo (banda), Salta La Banca, Ciro y los Persas, Las Manos de Filippi, Kapanga, Dancing Mood, Villanos, Fidel Nadal, Almafuerte, Carajo, Horcas, Jóvenes Pordioseros, El Bordo, Los Gardelitos, La Mocosa, Las Pastillas del Abuelo, No Te Va Gustar, Cielo Razzo, Eruca Sativa, Sig Ragga, Babasonicos, Massacre, La Beriso, La Vela Puerca, entre otros.                                                      |
| 2017 | Santa María de Punilla | Skay Beilinson, Rich Robinson, Carl Palmer, Los Fabulosos Cadillacs, Los Twist, Vox Dei, Alejandro Medina, Javier Martínez, Ricardo Soulé, Fito Páez, David Lebón, Pedro Aznar, Las Pelotas, Kapanga, La Beriso, Ciro y los Persas, Guasones, La 25, Jóvenes Pordioseros, La Vela Puerca, Los Gardelitos, Los Violadores, Exciter, Carajo, Malón, Todos Tus Muertos, Dancing Mood, Nonpalidece, Bulldog, Los Pericos, Juanse, entre otros.                           |
| 2018 | Santa María de Punilla | The Offspring, Creedence Clearwater Revisited, Residente, Skay y Los Fakires, Ratones Paranoicos, Ciro y los Persas, Las Pastillas del Abuelo, Las Pelotas, Carajo, La Vela Puerca, entre otros. |
| 2019 | Santa María de Punilla | Ska-P, Skay y Los Fakires, Las Pastillas del Abuelo, Las Pelotas, Babasónicos, Attaque 77, Carajo, Los Auténticos Decadentes, La Vela Puerca, No Te Va Gustar, Cuatro Pesos de Propina, entre otros. |
| 2020 | Santa María de Punilla | Divididos, Molotov, Él Mató a un Policía Motorizado, Duki, Babasónicos, Wos, Los Auténticos Decadentes, Louta, Cazzu, Guasones, Las Pelotas, Caballeros de la Quema, Ciro y los Persas, La Vela Puerca, Las Pastillas del Abuelo, Airbag, Hilda Lizarazu, Ratones Paranoicos, Los Gardelitos, Jóvenes Pordioseros, entre otros. |
| 2021 | Suspendido             | A través de un comunicado oficial, los organizadores informaron que no se realizaría el festival durante el mes de febrero del año 2021 debido a la situación de pandemia mundial de público conocimiento; si bien se barajó la idea de realizarlo en otra localidad y con un aforo limitado, la realización del evento fue definitivamente cancelada (hecho que constituye la primera suspensión total del evento desde su primera edición).                        |
| 2022 | Santa María de Punilla | Skay y Los Fakires, Divididos, Ciro y los Persas, Kermesse Redonda, Las Pelotas, Guasones, Fito Páez, Los Auténticos Decadentes, Babasónicos, Turf, Eruca Sativa, La Vela Puerca, Julieta Venegas, Wos, Nonpalidece, Bandalos Chinos, Viticus, Él Mató a un Policía Motorizado, Airbag, Sara Hebe, Miranda!, Paz Carrara, El Kuelgue, Acru, Memphis la Blusera, Javier Malosetti, El Plan de la Mariposa, La Mississippi, Celeste Carballo, La Franela, entre otros. |
| 2023 | Santa María de Punilla | Skay y Los Fakires, Fito Páez, Divididos, Ciro y los Persas, Las Pelotas, No Te Va Gustar, Las Pastillas del Abuelo, Guasones, Babasónicos, Turf, Conociendo Rusia, Juanse, La Vela Puerca, Caras Extrañas, Bandalos Chinos, Catupecu Machu, La Delio Valdéz, Él Mató a un Policía Motorizado, Usted Señalemelo, Dillom, Rels B, LP, Tiësto, Lila Downs, entre otros.                                                                                                |
| 2024 | Santa María de Punilla | Skay y Los Fakires, Slash feat. Myles Kennedy and The Conspirators Divididos, Molotov, Ciro y los Persas, Las Pelotas, La Vela Puerca, Las Pastillas del Abuelo, Los Pericos, Babasónicos, Caras Extrañas, Los Auténticos Decadentes, Airbag, Alboroise, Dillom, Lali, Miranda!, Damas Gratis, Duki, Claptone, entre otros. |
| 2025 | Santa María de Punilla | Los Piojos, Skay y Los Fakires, Divididos, Babasonicos, Las Pelotas, No Te Va Gustar, Las Pastillas del Abuelo, Los Ratones Paranoicos, La Vela Puerca, Airbag, Wos, Dillom, Ca7riel & Paco Amoroso, Nicky Nicole, Luck Ra, Deadmau5, entre otros. |

1. 1 2  Estas bandas fueron suspendidas tras la tormenta que suspendería la segunda noche del festival.